# Proconsul africanus
Proconsul africanus la primera espècie fòssil de primats del Miocè a ser descoberta. Fou descrita per Arthur Hopwood, un associat de Louis Leakey, el 1933.

## Descobriment
L'expedició Laekey del 1947-1948 a l'illa de Rusinga, al llac Victòria, descobrí més espècies de Proconsul. Mary Leakey tragué a la llum un exemplar especialment complet de Proconsul el 1948 (KNM-RU 7290), que fou durant diverses dècades etiquetat com a P. africanus, però fou reclassificat com a P. heseloni el 1993 per Alan Walker. El 1951, Leakey i Le Gros Clark descrigueren Xenopithecus hopwoodi com a X. koruensis ("simi estrany de Koru") com a P. africanus. El 1951, T. Whitworth trobà més restes de Proconsul a Rusinga, que ell considerava P. africanus, però s'agruparen amb el del 1992 trobat per Walker per formar P. heseloni.
Aquesta espècie fòssil de 18 milions d'anys ha sigut considerada un possible avantpassat dels simis, grans i menors, i dels éssers humans. El paleontòleg Louis Leakey, que fou un dels primers caçadors de fòssils del segle XX i un campió de l'evolució, digué:
Una criatura especialment important fou Proconsul africanus. Després de moltes conclusions, posseeix elements comuns dels simis i els homes. Tenim bons ossos de potes anteriors per aquesta fi, i el 1948 a illa Rusinga Mary [Leakey] descobrí un crani, el primer espècimen gairebé complet mai trobat. Les seves dents canines indiquen un simi, mentre que el seu front ens recorda el nostre. Em sembla, tanmateix, que no és ni un simi ancestral, ni tampoc un avantpassat de l'home, sinó una branca lateral amb característiques d'ambdues poblacions … "Leakey ha canviat d'opinió un parell de vegades sobre la classificació exacta de Proconsul, igual que la majoria dels altres paleontòlegs." Dictamen a favor d'una posició entre els micos.

## Morfologia
Proconsul africanus té una fórmula dental de 2:1:2:3 tant al maxil·lar superior com a l'inferior. Als molars d'aquesta espècie hi havia esmalt fi i hi havia un cíngol prominent molar. Aquesta espècie també posseeix un os zigomàtic robust i un musell pronunciat. Té una àmplia regió interorbitària i petits sins frontoetmoidals. El si maxil·lar era restringit. Aquesta espècie tenia una regió auditiva, que seria similar a la dels simis i els micos del Vell Món. El tub ectotimpànic estava ben desenvolupat. L'espècie mancava de cua i els seus ullals presentaven un alt dimorfisme sexual. El crani manca d'arcs superciliars i pot ser considerat com quelcom de prognatista. Té una capacitat cranial de 167 cc i un cocient d'encefalització d'1,5. Basant-se en el crani, aquesta espècie tenia una superfície externa del cervell molt semblant a la dels gibons i els micos cercopitecoïdeus. El canell d'aquesta espècie ha sigut descrit com a propi d'un simi. Aquesta espècie té una inclinació amb moltes corbes en la superfície troclear i acanalades profundament. El peu tenia un arc toral. Proconsul africanus tenia un índex braquial de 96. En general, l'esquelet d'aquesta espècie pot ser descrit com a robust. Aquesta espècie tenia una massa corporal mitjana d'aproximadament 18 quilograms.

## Dieta
Basant-ses en la morfologia dental, es conjectura que Proconsul africanus era una espècie frugívora.

## Locomoció
L'estudi de peces postcranials revelà que P. africanus era probablement un quadrúpede arborícola.